# Scuderia Milano
Scuderia Milano foi uma equipe italiana de Fórmula 1 que disputou seis provas da categoria entre 1950 a 1953. Suas cores oficiais eram o azul e o amarelo.
A sua sede localizava-se em Milão, e teve como pilotos os italianos Felice Bonetto e Franco Comotti, o argentino Onofre Marimón, os espanhois Paco Godia e Juan Jover, o brasileiro Chico Landi e o tailandês Birabongse Bhanubandh (Príncipe Bira).
Seu melhor resultado veio na primeira corrida da escuderia, com um quinto lugar no GP da Suíça de 1950, conquistado por Bonetto.